# Association de gestion et de comptabilité
Pour les articles homonymes, voir AGC.
L'Association de gestion et de comptabilité (AGC) est en France, une association loi de 1901 née à la suite de l'article 5 de l'ordonnance no 2004-279 du 25 mars 2004, visant à remplacer les Centres de gestion agréés et habilités (CGAH) et les centre de gestion agréé (CGA).

## Domaine d'activité
Le domaine d'activité des associations de gestion et de comptabilité (AGC) est le même que celui des cabinets d'expertise-comptable à l'exception des missions de commissariat aux comptes. À ce titre, les AGC prennent en charge l'ensemble des missions comptables allant de l'enregistrement des factures jusqu'à l'établissement de l'état de la situation financière (bilan et compte de résultat). Elles peuvent également effectuer des missions juridiques telles que la rédaction de statuts de sociétés ou prestations sociales telles que la rédaction de contrats de travail, bulletin de paie et déclarations (déclarations d'embauche, DADS...).
Il faut également savoir que " l'activité d'expertise comptable peut également être exercée au sein d'associations de gestion et de comptabilité, qui ne sont pas membres de l'ordre des experts-comptables " selon l'ordonnance n°45-2138 du 19 septembre 1945 - article 7 ter. Selon cette même ordonnance (cf. article 7 ter, alinéa 4), Les associations ayant pour objet l'activité d'expertise-comptable sont seules habilitées à utiliser l'appellation " association de gestion et de comptabilité ".
Les AGC sont inscrites à l'Ordre des experts-comptables au même titre que les experts-comptables libéraux. Elles ont désormais les mêmes droits et obligations que tout autre cabinet d'expertise comptable notamment l'obligation de compter dans ses effectifs un expert-comptable pour un certain nombre de collaborateurs comptables (article 7 ter de l'ordonnance n°45-2138).

## Origine des associations de gestion
La majorité des AGC sont créées par des organisations professionnelles ou par des chambres consulaires (chambre de commerce et d'industrie, chambre de métiers et de l'artisanat, chambre d'agriculture), il s'agit en général d'un service annexe qui par la suite, a pris la forme de cabinets de comptabilité à part entière.
Il existe quatre principaux réseaux :
- Le réseau AS (Accompagnement Stratégie), il regroupe 50 centres et associations de gestion et comptabilité (CGA et AGC) en France, qui accompagnent plus de 100 000 entreprises adhérentes de tous secteurs d'activité dans l'assistance comptable, fiscale, économique et sociale.

- Le réseau UNARTI (anciennement FFCGEA), il regroupe près de 50 centres et est spécialisé dans les TPE artisanales.

- Le réseau Cerfrance, un réseau de conseil et de comptabilité au service de tous secteurs d'activité (agriculture, artisanat, commerce, services, professions libérales). le réseau  regroupe 57 AGC, soit 720 agences, 14 000 collaborateurs qui accompagnent 320 000 créateurs et chefs d'entreprises.

- Le réseau CLCG